# Pagaronia aurantius
Pagaronia aurantius är en insektsart som beskrevs av Metcalf 1955. Pagaronia aurantius ingår i släktet Pagaronia och familjen dvärgstritar. Inga underarter finns listade i Catalogue of Life.